# Chioniása
Chioniása (Chioniasa) är en ort i Grekland.   Den ligger i prefekturen Nomós Ioannínon och regionen Epirus, i den centrala delen av landet, 300 km nordväst om huvudstaden Aten. Chioniása ligger 505 meter över havet och antalet invånare är 223.
Terrängen runt Chioniása är varierad. Runt Chioniása är det ganska tätbefolkat, med 100 invånare per kvadratkilometer. Närmaste större samhälle är Ioánnina, 8,7 km norr om Chioniása. Trakten runt Chioniása består till största delen av jordbruksmark.